# 5774 Ratliff
5774 Ratliff este un asteroid din centura principală de asteroizi.

## Descriere
5774 Ratliff este un asteroid din centura principală de asteroizi. A fost descoperit pe 2 iulie 1989 la Observatorul Palomar de Eleanor Francis Helin. Asteroidul prezintă o orbită caracterizată de o semiaxă mare de 2,21 ua, o excentricitate de 0,08 și o înclinație de 9,4° în raport cu ecliptica.